# Österreichische Hochschülerinnen- und Hochschülerschaft
Die Österreichische Hochschülerinnen- und Hochschülerschaft (ÖH, bis 2005 Österreichische Hochschülerschaft, im Außenauftritt Österreichische Hochschüler_innenschaft) ist die gesetzliche Vertretung der Studierenden der österreichischen Fachhochschulen, Pädagogischen Hochschulen, Universitäten und Privatuniversitäten. Die Mitgliedschaft in der ÖH ist eine Pflichtmitgliedschaft, das heißt alle Studierenden sind automatisch Mitglieder der Hochschülerschaft. Damit ist die ÖH in etwa vergleichbar mit den verfassten Studierendenschaften in Deutschland oder der österreichischen Arbeiterkammer und Wirtschaftskammer auf Studierendenebene. Aktuell besteht eine linke Koalition aus VSStÖ und GRAS. Den Vorsitz der ÖH hat derzeit Selina Wienerroither (VSSTÖ).

## Geschichte
Die ÖH wurde im September 1945 durch eine Verordnung der provisorischen Staatsregierung errichtet und ab 1950 durch Bundesgesetz geregelt. Zuvor hatten die österreichischen Studentenschaften von 1919 bis 1945 der Deutschen Studentenschaft angehört, die ihrerseits seit 1931 vom Nationalsozialistischen Deutschen Studentenbund beherrscht wurde. In den Jahren 1933 bis 1938 war als austrofaschistische Gegenorganisation die Hochschülerschaft Österreichs eingerichtet, die personell und strukturell starken Einfluss auf die spätere ÖH hatte.
Anders als etwa die westdeutschen Studentenausschüsse nach dem Krieg wurden die ÖH-Gremien von Beginn an nach einem Listenwahlrecht gewählt und dementsprechend von mehr oder weniger parteinahen Gruppierungen dominiert. Bestimmende Kraft war über Jahrzehnte die ÖVP-nahe Österreichische Studentenunion (ÖSU), aus der Anfang der 1980er Jahre die heutige AktionsGemeinschaft (AG) hervorging. Seit der Jahrtausendwende ab 2001 gab es mehrheitlich Koalitionen aus VSStÖ, GRAS und FLÖ.

### Vorsitzende
Die Vorsitzenden der bundesweiten Studierendenvertretung seit 1945:
- 1945–1946 Rudolf Wengraf (parteilos)
- 1946–1947 Karl Leutgeb (FÖST/Union)
- 194700000 Fritz Köhler (FÖST/Union)
- 1947–1949 Franz Bauer (Union)
- 1949–1951 Alexander Kragora (Union)
- 1951–1954 Norbert Burda (Wahlblock)
- 1954–1955 Günther Wiesinger (Wahlblock)
- 1955–1957 Alfred Wittmann (Wahlblock)
- 1957–1959 Herbert Mauser (Wahlblock)
- 1959–1961 Ludwig Koller (Wahlblock)
- 1961–1963 Hans Blaickner (Wahlblock)
- 1963–1965 Heinzpeter Thiel (Wahlblock)
- 1965–1967 Hermann Kert (Wahlblock)
- 1967–1969 Sepp G. Bieler (Wahlblock)
- 1969–1971 Max Ortner (ÖSU)
- 1971–1972 Ernst Streeruwitz (ÖSU)
- 1972–1974 Hubert Pototschnigg (ÖSU)
- 197400000 Georg Schneider (ÖSU)
- 1974–1975 Stefan Kekeiss (DSU)
- 1975–1976 Georg Schneider (ÖSU)
- 1976–1977 Georg Karasek (ÖSU)
- 1977–1979 Fritz Pesendorfer (ÖSU)
- 1979–1981 Fritz Lennkh (ÖSU)
- 1981–1983 Josef Stockinger (ÖSU)
- 1983–1985 Herbert Rainer (AG)
- 1985–1987 Michael Goldinger (AG)
- 1987–1989 Stefan Szyszkowitz (AG)
- 1989–1991 Walter Marschitz (AG)
- 1991–1993 Thomas Frad (AG)
- 1993–1995 Markus Kaiser (AG)
- 1995–1997 Agnes Berlakovich (VSStÖ)
- 1997–1999 Wolfgang Gattringer (AG)
- 1999–2001 Martin Faißt (AG)
- 2001–2002 Anita Weinberger (GRAS)
- 2002–2003 Andrea Mautz (VSStÖ)
- 2003–2004 Patrice Fuchs (VSStÖ)
- 2004–2005 Barbara Wittinger (GRAS)
- 2005–2006 Rosa Bernadette Nentwich-Bouchal (GRAS)
- 2006–2007 Barbara Blaha (VSStÖ)
- 2007–2008 Hartwig Brandl (FLÖ)
- 2008–2009 Samir Al-Mobayyed (AG)
- 2009–2011 Sigrid Maurer (GRAS)
- 2011–2012 Janine Wulz (GRAS)
- 2012–2013 Martin Schott (FLÖ)
- 2013–2014 Florian Kraushofer (FLÖ)
- 2014–2015 Viktoria Spielmann (GRAS)[9]
- 2015–2016 Philip Flacke (FLÖ)[10]
- 2016–2017 Lucia Grabetz (VSStÖ)[11]
- 2017–2018 Johanna Zechmeister (FLÖ)[12]
- 2018–2019 Hannah Lutz (VSStÖ)
- 2019–2020 Adrijana Novaković (GRAS)
- 202000000 Maximilian Wagner (AG, geschäftsführend)
- 2020–2021 Sabine Hanger (AG)[13]
- 2021–2022 Sara Velić (VSStÖ)[14]
- 2022–2023 Keya Baier (GRAS)[15]
- 2023–2024 Nina Mathies (VSStÖ)[16]
- 2024–2025 Sarah Rossmann (GRAS)[17]
- seit 2025 Selina Wienerroither (VSSTÖ)[18]

Erst im Juni 1995 wurde zum ersten Mal eine Frau Bundesvorsitzende der ÖH. Die Spitzenkandidatin des VSSTÖ Agnes Berlakovich wurde von einer Koalition von sechs Fraktionen(VSSTÖ, GRAS, Fachschaftslisten Österreichs, Liberales StudentInnenforum, KSV, Kunst und Politik) mit 36 von 64 abgegebenen Stimmen zur Bundesvorsitzenden gewählt, die Spitzenkandidatin der GRAS  Michaela Sivich wurde Stellvertretende Vorsitzende.

## Organisation
Die Österreichische Hochschülerinnen- und Hochschülerschaft vertritt die Studierenden im gesamten Bundesgebiet. Durch die Gesetzesnovelle 2014 wurde die Vertretungsstruktur für alle Hochschulsektoren vereinheitlicht.
- Die Bundesvertretung (BV) (früher: Zentralausschuss, ZA) vertritt die Interessen aller Studierenden österreichweit, berät die Studierenden in verschiedenen Referaten und gibt zusätzlich Broschüren zu studienrelevanten Themenstellungen heraus.
- An den Hochschulen (Universitäten sowie Fachhochschulen, Pädagogischen Hochschulen und Privatuniversitäten mit mehr als 1000 Studierenden im Durchschnitt in den letzten drei Jahren) (früher: Hauptausschuss) vertreten Hochschülerinnen- und Hochschülerschaften als Körperschaften öffentlichen Rechts die Studierenden einer Hochschule.
- An Fachhochschulen, Pädagogischen Hochschulen und Privatuniversitäten mit weniger als 1000 Studierenden im Durchschnitt in den letzten drei Jahren gibt es Hochschulvertretungen, die rechtsgeschäftlich durch die Bundesvertretung vertreten werden.
- Die Hochschulvertretungen werden nach Listenwahlrecht gewählt und können entsprechend der Organisationsform der jeweiligen Hochschule in ihrer Satzung weitere Organe[23] wie Fakultätsvertretungen, Fachbereichsvertretungen etc. einrichten. Diese müssen in der Satzung festgelegt werden.
- Alle Hochschulvertretungen müssen verpflichtend ein Referat für Bildungspolitik, Sozialpolitik und wirtschaftliche Angelegenheiten (Wirtschaftsreferat) einrichten.[24] Weitere Referate sind in der Satzung festzulegen.
- Die Studienvertretungen (StV) (früher: Studienrichtungsvertretung, StRV) bestehen für jedes einzelne Studium. Sie beraten Studierende, die das jeweilige Studium absolvieren oder absolvieren möchten und sind Anlaufstellen für Probleme mit dem Studium oder Lehrenden. Sie werden direkt aufgrund eines Persönlichkeitswahlrechts gewählt.
- Zusätzlich existieren noch Vorsitzendenkonferenzen (VoKo) der jeweiligen Hochschulsektoren.

Die Hochschulvertretungen als Körperschaften (und auch in der Regel ihre einzelnen Organe bzw. Vertretungseinrichtungen) sind in ihrem Wirkungsbereich autonom und nicht an Weisungen oder Beschlüsse anderer Hochschülerschaften (auch nicht der Österreichischen Hochschülerinnen- und Hochschülerschaft) gebunden.
Finanziert wird die ÖH durch Beiträge, die alle Studierende jedes Semester zu zahlen haben. Dieser wird jedes Jahr entsprechend dem Verbraucherpreisindex angepasst und auf den halben oder ganzen Euro aufgerundet. Zusätzlich werden 0,70 Euro für eine Haftpflicht- und Unfallversicherung erhoben.
| Ausgangsbetrag         | VPI 10, Juni 14        | VPI 10, Juni 21        | Indexierung für 22/23 | Studierendenbeitrag 22/23 („ÖH-Beitrag“) | Sonderbeitrag            | Gesamtbeitrag 22/23               |
| ---------------------- | ---------------------- | ---------------------- | --------------------- | ---------------------------------------- | ------------------------ | --------------------------------- |
| 18,00 Euro             | 110,10                 | 122,9                  | 20,09 Euro            | 20,50 Euro                               | 0,70 Euro                | 21,20 Euro                        |
| gem. § 38 (2) HSG 2014 | gem. Statistik Austria | gem. Statistik Austria | = 18,00*122,9/110,10  | Rundung gem. § 38 (3) HSG 2014           | Studierendenversicherung | Eingehobener Beitrag pro Semester |

Der ÖH-Beitrag ohne Versicherungsanteil an Universitäten wird aufgeteilt wie folgt: 16 % gehen an die ÖH-Bundesvertretung, 84 % an die Hochschulvertretungen und damit auch an die Studienvertretungen.
Der ÖH-Beitrag ohne Versicherungsanteil an Pädagogischen Hochschulen, Fachhochschulen und Privatuniversitäten wird aufgeteilt wie folgt: 5 % gehen an die ÖH-Bundesvertretung, 95 % an die Hochschulvertretungen und damit auch an die Studienvertretungen.
Dabei gibt es einen bestimmten Beitrag, den sogenannten Sockelbetrag, der auf alle Hochschulvertretungen an den Hochschulen gleichmäßig verteilt wird. Der Rest wird nach der Anzahl der Studierenden an den jeweiligen Hochschulen aufgeteilt.
Studierende an Privatuniversitäten wurden mit der Novelle im Jahr 2014 wieder zu Mitgliedern der ÖH. Durch eine Novelle des Fachhochschulstudiengesetz Ende 2007 sind die Studierenden der Fachhochschul-Studiengänge Mitglieder der ÖH. Durch den ÖH-Beitritt werden die FH-Studierenden erstmals auch bundesweit vertreten.

### Wichtige Publikationen
Im Mai 2022 hat die ÖH die Ergebnisse einer Studierendenbefragung mit 28.101 befragten Studierenden veröffentlicht. Die Befragung wurde vom Institut für empirische Sozialforschung ausgearbeitet und ausgewertet. Zentrale Erkenntnisse beinhalten Daten zur sozialen Lage der Studierenden, dem Bekanntheitsgrad der ÖH und zur digitalen Lehre, die seit der Covid-19-Pandemie flächendeckend an Österreichischen Hochschulen stattgefunden hat. Das Ziel der Befragung sei, die Mitsprache in der ÖH zu steigern.
Am 25. November 2022, dem internationalen Tag gegen patriarchale Gewalt, präsentiert die Bundesvertretung der ÖH Zahlen zum Thema sexualisierte Gewalt an österreichischen Hochschulen. In einer repräsentativen Studie unter allen 380.000 Studierenden in Österreich (n = 10 194) wurde zum ersten Mal flächendeckend erhoben, welche Erfahrungen Studierende mit sexualisierter Gewalt an ihren Hochschulen in den letzten 12 Monaten gemacht haben. 11,57 % aller befragten Studierenden, das sind 1179 Personen, wurden gemäß §6 des Gleichbehandlungsgesetzes (GlGB) sexuell belästigt. Weiters wurde in der Erhebung abgefragt, ob es zu unerwünschten sexuellen Berührungen kam. 2,4 % aller Befragten waren davon betroffen. Das sind 244 Personen. Als dritte Form von sexualisierter Gewalt wurde nach strafbaren Handlungen gegen die sexuelle Integrität und Selbstbestimmung (§201 - §205a Strafgesetzbuch) gefragt. Davon waren 0,5 % aller befragten Studierenden, das sind 53 Personen, betroffen. Hochgerechnet käme es also zu 44.000 Fällen von sexualisierter Gewalt. Mehr als 80 % aller erlebten Vorfälle wurden nicht bei einer zuständigen Stelle gemeldet. Die ÖH fordert Maßnahmen wie dienstrechtlich verankerte Awareness-Schulungen für Lehrende, umfassender Schutz für Betroffene und unabhängige Anlaufstellen an allen Hochschulen.

## ÖH-Wahlen
- KSV-KJÖ: 2
- KSV-LiLi: 2
- VSStÖ: 18
- GRAS: 11
- HERBERT: 1
- FLÖ: 4
- JUNOS: 4
- AG: 12
- RFS: 1

Die Vertretungen werden im Zwei-Jahres-Turnus im Mai jedes ungeraden Jahres gewählt. Während die Wahlbeteiligung in den ersten beiden Jahrzehnten noch im Bereich von 60 bis 70 % lag, sank sie von rund 70 % im Jahr 1965 binnen zehn Jahren auf knapp 40 % (1975). 1985 unterschritt sie erstmals die 30 %-Marke, um die sie seither mit relativ geringen Schwankungen pendelt; 2013 betrug sie 27,97 % und 2017 sogar knapp unter 25 %. Kritiker werfen der ÖH deshalb vor, nicht genügend legitimiert zu sein und in ihrer Kernaufgabe, der Standesvertretung, nicht ernst genommen zu werden. Andererseits wird immer wieder darauf verwiesen, dass die Wahlbeteiligung bei ÖH-Wahlen im internationalen Vergleich nach wie vor relativ hoch ist. Die politische Arbeit innerhalb der ÖH ist in Fraktionen organisiert, die zum Teil den politischen Parteien nahestehen:
- AG – AktionsGemeinschaft (Studentenforum), ÖVP-nahe,[41] offiziell parteiunabhängig
- FLÖ – Unabhängige Fachschaftslisten Österreichs, parteiunabhängig
- GRAS – Grüne & alternative Student_innen, Vorfeldorganisation[42] der Grünen
- HERBERT – Who the f*ck is Herbert?, parteiunabhängig
- JUNOS – Junge liberale Studierende, Vorfeldorganisation der NEOS[43]
- KSV-LiLi – Kommunistischer Student_innenverband – Linke Liste
- KSV-KJÖ – Kommunistischer StudentInnenverband, steht der KPÖ nahe
- RFS – Ring Freiheitlicher Studenten, Vorfeldorganisation[44] der FPÖ
- VSStÖ – Verband Sozialistischer StudentInnen Österreichs, Statutarisch verankerte Vorfeldorganisation[45][46] der SPÖ

Bei den ÖH-Wahlen 2021 traten im Gegensatz zu einigen Wahlen davor keine Satireparteien an. Dies sei auf Hürden wie die Unterschriftenlisten zurückzuführen (um für die ÖH-Wahlen zur Bundesvertretung antreten zu können, müssen Unterschriften von mindestens 200 Wahlberechtigten gesammelt werden), die während der mangelnden Anwesenheit von Studierenden am Hochschul-Campus aufgrund des Distance Learnings im Zuge der Covid19-Pandemie zu groß waren.

### Novelle des Hochschülerschaftsgesetzes 2004
Am 10. Dezember 2004 wurde mit den Stimmen von ÖVP und FPÖ und unter Protest der damaligen ÖH-Bundesvertretung einem Initiativantrag zur Änderung des Hochschülerschaftsgesetzes (jetzt: „Hochschülerinnen- und Hochschülerschaftsgesetz“) stattgegeben. Diese Novelle sah unter anderem die Abschaffung der Direktwahl der Fakultätsvertretung sowie der Bundesvertretung vor, sowie die Finanzmittelverteilung zugunsten der Studienvertretung und der Universitätsvertretung. Begründet wurde dies damit, dass mit der Autonomie der Universitäten den Vertretungen auf Universitätsebene mehr Aufgaben zukämen und dass ein gemeinsames Interesse aller Studierenden, wie es zur Zeit der Gründung der ÖH angenommen wurde, nicht mehr so stark vorhanden sei.
Kritiker befürchteten mit dem neuen Wahlmodus eine Umverteilung der Mandate bei den nächsten Wahlen im Mai 2005 zugunsten von AktionsGemeinschaft und Fachschaftslisten. Die Novelle war unter anderem deswegen heftig umstritten. Tatsächlich profitierten jedoch von dem neuen Wahlmodus in der Wahl 2005 der VSStÖ und die FLÖ. Erst in der Wahl 2007 sehen Kritiker, dass diese Umverteilung tatsächlich stattfindet. Ein weiterer Kritikpunkt ergibt sich daraus, dass nicht mehr jede Stimme gleich viel für die Bundesvertretung zählt, und dass mehrfach inskribierte Studierende praktisch mehrere Stimmen für die Bundesvertretung abgeben können.

### Novelle Hochschülerinnen- und Hochschülerschaftsgesetz 2014 (HSG 2014)
Fast 10 Jahre nach der letzten Novelle wurde am 12. Juni 2014 eine umfangreiche Novelle verabschiedet. Zentral ist die Wiedereinführung der Direktwahl der Bundesvertretung, welche mit der letzten Novelle abgeschafft wurde. Ebenso ist die ÖH mit der Novelle wieder die gesetzliche Vertretung von Studierenden an Privatuniversitäten und die Vertretungsstrukturen werden angeglichen, indem Vertretungen an Hochschulen mit mehr als 1000 Studierende als eigene Körperschaft eingerichtet werden. Auch erfolgt nun sektorenübergreifend alle zwei Jahre eine Listenwahl. Studierende aus sogenannten Drittstaaten (Nicht EU/EWR) erhalten mit der Novelle nun auch das passive Wahlrecht und die Möglichkeit der Briefwahl wurde geschaffen.
Am 22. Dezember 2020 wurde ein Ministerialentwurf für eine weitere Novellierung des HSG 2014 veröffentlicht. Dabei soll zumindest ein Wahlrecht für bestehende Hochschülerinnen- und Hochschülerschaften eingeräumt werden, mit der Option weiterhin eine eigene Selbstverwaltungskörperschaft zu bleiben, oder von der ÖH in wirtschaftlichen Belangen mitbetreut zu werden. Weiters ist eine Neuregelung der Aufwandsentschädigungen geplant.

### ÖH-Wahlen seit 2001
Die Ergebnisse der ÖH-Wahlen seit 2001:
(n.k.: nicht kandidiert)
| Liste | Sitze 2001 | Sitze 2003 | Sitze 2005 | Sitze 2007 | Sitze 2009 | Sitze 2011 | Sitze 2013 | Sitze 2015 | Sitze 2017 | Sitze 2019 | Sitze 2021 | Sitze 2023 | Sitze 2025 |
| --- | ---------- | ---------- | ---------- | ---------- | ---------- | ---------- | ---------- | ---------- | ---------- | ---------- | ---------- | ---------- | ---------- |
| AktionsGemeinschaft (AG) | 15         | 14         | 14         | 20         | 22         | 22         | 19         | 16         | 15         | 15         | 12         | 12         | 12         |
| Unabhängige Fachschaftslisten Österreichs (FLÖ) | 2          | 3          | 11         | 14         | 16         | 15         | 17         | 7          | 8          | 5          | 6          | 4          | 4          |
| Fraktion engagierter Studierender (FEST) 3) | –          | –          | –          | –          | 12         | 13         | 15         | 2          | n.k.       | n.k.       | n.k.       | n.k.       | n.k.       |
| Grüne & Alternative Student innen (GRAS) | 12         | 14         | 14         | 15         | 15         | 14         | 12         | 12         | 9          | 13         | 12         | 11         | 11         |
| Verband Sozialistischer Student innen in Österreich (VSStÖ) | 10         | 16         | 11         | 8          | 12         | 12         | 8          | 8          | 13         | 13         | 14         | 15         | 18         |
| Junge liberale Studierende (JUNOS) 2) | 2          | 1          | 1          | 1          | 0          | 3          | 3          | 6          | 7          | 6          | 6          | 5          | 4          |
| Kommunistischer StudentInnenverband (KSV) 1) | 2          | 1          | 1          | 1          | 1          | 1          | 1          | 1          | 1          | 1          | 2          | 2          | 2          |
| Kommunistischer Student innenverband – Linke Liste (KSV-LiLi) | n.k.       | n.k.       | n.k.       | 1          | 1          | 1          | 1          | 1          | 1          | 1          | 2          | 3          | 2          |
| Who the f*ck is Herbert? (HERBERT) | n.k.       | n.k.       | n.k.       | n.k.       | n.k.       | n.k.       | n.k.       | n.k.       | n.k.       | n.k.       | n.k.       | 2          | 1          |
| Ring Freiheitlicher Studenten (RFS) | 1          | 1          | 1          | 1          | 1          | 1          | 2          | 1          | 1          | 1          | 1          | 1          | 1          |
| Sonstige | –          | –          | 4          | 3          | 9          | 14         | 32         | 1          | 1          | 0          | 0          | 0          | 0          |
| Gesamt | 45         | 45         | 62         | 66         | 85         | 96         | 100        | 55         | 55         | 55         | 55         | 55         | 55         |
| Anmerkungen: 01) Spaltete sich 2007 in zwei Gruppen 02) Bis 2014 Junge Liberale Österreich (JuLis), bis 2009 Liberales Studentinnen und Studenten Forum (LSF) 03) Entstand ursprünglich 2009 als Zusammenschluss von FH-Mandataren, die 2009 zum ersten Mal in die ÖH-Bundesvertretung entsandt wurden. Mittlerweile aber auch Universitäten und PHs. |            |            |            |            |            |            |            |            |            |            |            |            |            |

## Internationale Vertretung
Die ÖH ist Mitglied der European Students’ Union und vertritt damit die österreichischen Studierenden auch auf europäischer Ebene.